# فرودگاه محلی تاله‌لیک
فرودگاه محلی تاله‌لیک (به انگلیسی: Tulelake Municipal Airport) یک فرودگاه همگانی است که یک باند فرود آسفالت دارد و طول باند آن ۱۰۹۰ متر است. این فرودگاه در کشور ایالات متحده آمریکا قرار دارد و در ارتفاع ۱۲۳۲٫۶ متری از سطح دریا واقع شده است.